# Kim Amb
Kim Oscar Amb  (né le 31 juillet 1990 à Solna) est un athlète suédois, spécialiste du lancer du javelot.

## Biographie
Auteur d'un premier lancer au-delà des 80 m en août 2011 à Gävle (80,09 m), il établit sa meilleure marque de la saison 2012 à Växjö avec 81,84 m. Il participe aux Championnats d'Europe d'Helsinki et termine septième du concours avec 79,03 m. Lors des Jeux olympiques de 2012, à Londres, il ne parvient pas à franchir le cap des qualifications (78,94 m).
En mai 2013, Kim Amb porte son record personnel à 84,33 m à Dessau-Roßlau. Il se classe ensuite deuxième des championnats d'Europe par équipes de première ligue (2e division) avec la marque de 79,44 m. Le 4 juillet, il remporte l'épreuve ligue de diamant du meeting Athletissima, à Lausanne, avec un lancer à 82,65 m.
Le 7 juillet 2016, il termine 7e de la finale des Championnats d'Europe d'Amsterdam avec 79,36 m.
Le 10 juillet 2016, il lance à 84,32 m, à un seul cm de son record précédent de 2013, dans un meeting à Helsingborg.

## Palmarès
| Date | Compétition                   | Lieu             | Résultat | Marque  |
| ---- | ----------------------------- | ---------------- | -------- | ------- |
| 2011 | Championnats d'Europe espoirs | Ostrava          | 4e       | 79,48 m |
| 2012 | Championnats d'Europe         | Helsinki         | 7e       | 79,03 m |
| 2013 | Championnats du monde         | Moscou           | 10e      | 78,91 m |
| 2013 | Ligue de diamant              | Ligue de diamant | 4e       | détails |
| 2015 | Championnats du monde         | Pékin            | 11e      | 78,51 m |
| 2016 | Championnats d'Europe         | Amsterdam        | 7e       | 79,36 m |
| 2019 | Championnats du monde         | Doha             | 8e       | 80,42 m |

## Records
| Épreuve           | Marque  | Lieu       | Date            |
| ----------------- | ------- | ---------- | --------------- |
| Lancer du javelot | 86,49 m | Deux-Ponts | 25 juillet 2020 |